# Agence spatiale brésilienne
Pour les articles homonymes, voir AEB.
L'Agence spatiale brésilienne (Agência Espacial Brasileira - AEB) est l'agence qui gère les activités spatiales du Brésil. Il s'agit d'une entité civile décentralisée du gouvernement brésilien, rattachée au Ministério da Ciência e Tecnologia (Ministère des Sciences et Technologies). Créée le 10 février 1994 par la Loi no 8.854, l'AEB a pour rôle de promouvoir le développement des activités spatiales brésiliennes.

## Fonctionnement
L'AEB définit ses directives et ses actions en coordination avec le Sistema Nacional de Desenvolvimento das Atividades Espaciais (SINDAE) (Système National de Développement des Activités Spatiales). Elle a la responsabilité de formuler la Política Nacional de Desenvolvimento das Atividades Espaciais (PNDAE) (Politique Nationale du Développement des Activités Spatiales) et le Programa Nacional de Atividades Espaciais (PNAE) (Programme National d'Activités Spatiales), ainsi que de mettre en œuvre ce dernier. La PNDAE et le PNAE définissent des activités impliquant la participation d'autres institutions gouvernementales brésiliennes. Actuellement l'AEB est sous contrôle civil, bien qu'ayant été, dans le passé, sous contrôle militaire. Ce changement de régime est attribué selon certains à des pressions américaines, tandis que d'autres y voient la conséquence de l'arrivée de civils à la Présidence de la République brésilienne. 

## Historique

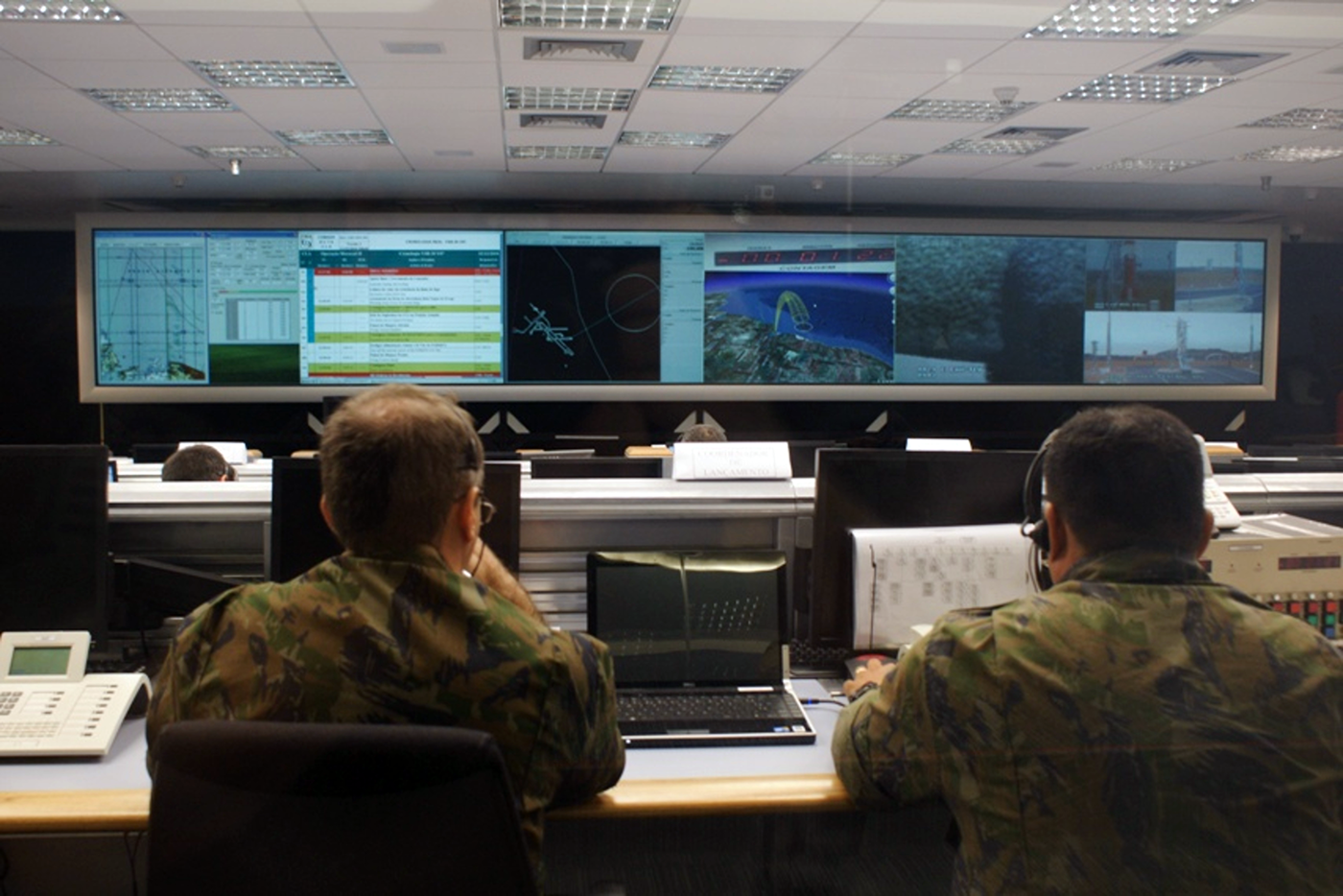
La salle de contrôle de l'Agence Spatiale Brésilienne (Agência Espacial Brasileira - AEB) à l'Alcântara Launch Center

En 1960, le président Jânio Quadros crée une commission chargée d'élaborer un programme national spatial. Cette initiative aboutit, en août 1961, à la création du  Groupe d'Organisation de la Commission Nationale sur les Activités Spatiales ou GOCNAE  (Grupo de Organização da Comissão Nacional de Atividades Espaciais) installé à São José dos Campos dans l'État de São Paulo. Le GOCNAE est impliqué dans des projets de recherche internationaux dans les domaines de l'astronomie, de la géodésie, du géomagnétisme et de la météorologie. En avril 1971, l'Institut de Recherches Spatiales (Instituto de Pesquisas Espaciais), aujourd'hui  Institut National de Recherches Spatiales ou INPE  (Instituto Nacional de Pesquisas Espaciais), reprend le rôle du GOCNAE. Depuis la création en 1946 du Centro Técnico de Aeronáutica (CTA) (Centre Technique de l'Aéronautique), devenu par la suite le Centro Técnico Aeroespacial (Centre Technique Aérospatial), le Brésil est un acteur international du secteur aérospatial. Avec la création de l'Institut Technologique Aéronautique  ou ITA) (Instituto Tecnológico de Aeronáutica), le Brésil s'est doté d'une institution capable de former des ressources humaines qualifiées dans des secteurs de technologie de pointe. Le CTA, via l'ITA et l' Institut d'Aéronautique et de l'Espace ou IAE (Institut d'Aéronautique et de l'Espace), jouent un rôle essentiel dans la consolidation du programme spatial brésilien. Au début des années 1970, la Commission Brésilienne des Activités Spatiales (pt) (COBAE)   est créée. Cette agence est alors liée à l'État-major des Forces armées  (EMFA)  et a pour objectif de coordonner et d'organiser le programme spatial. Ce rôle de coordinateur est transféré à l'AEB en 1994, marquant ainsi un changement d'orientation dans l'approche de la politique spatiale du Brésil, laquelle passant du statut militaire au statut civil.

## Lanceurs
Les lanceurs suborbitaux produits dans le pays accumulent des dizaines de lancements depuis leurs centres spatiaux et dans d'autres pays comme ceux effectués par le DLR allemand.
- Sonda I, II, III, IV - suborbital
- VS-30 - suborbital
- VSB-30 - suborbital
- VS-40 - suborbital
- VS-50 - suborbital
- VLS-1 - lanceur orbital
- VLM - lanceur orbital
- Fogtrein - fusées d'entraînement

## Satellites

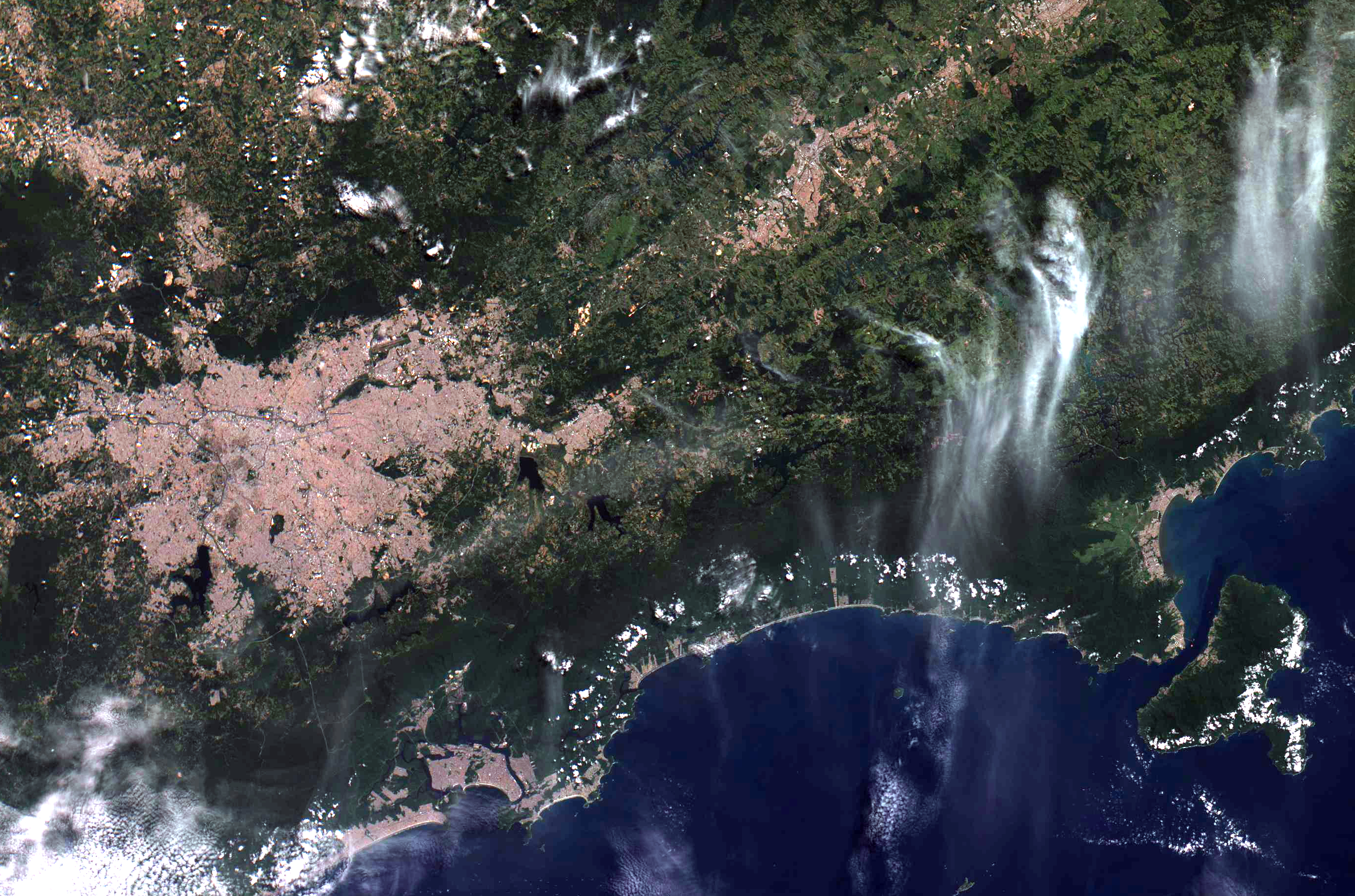
Image capturée par Amazônia-1, São Paulo

L'AEB est responsable de divers satellites en orbite, notamment des satellites de reconnaissance, d'observation de la Terre, de communication et de défense et d'autres actuellement en développement.
- SCD1 y 2
- CBERS
- SGDC-1
- Amazônia-1
- NanoSatC-Br 1 y 2
- autres